# Solow Building

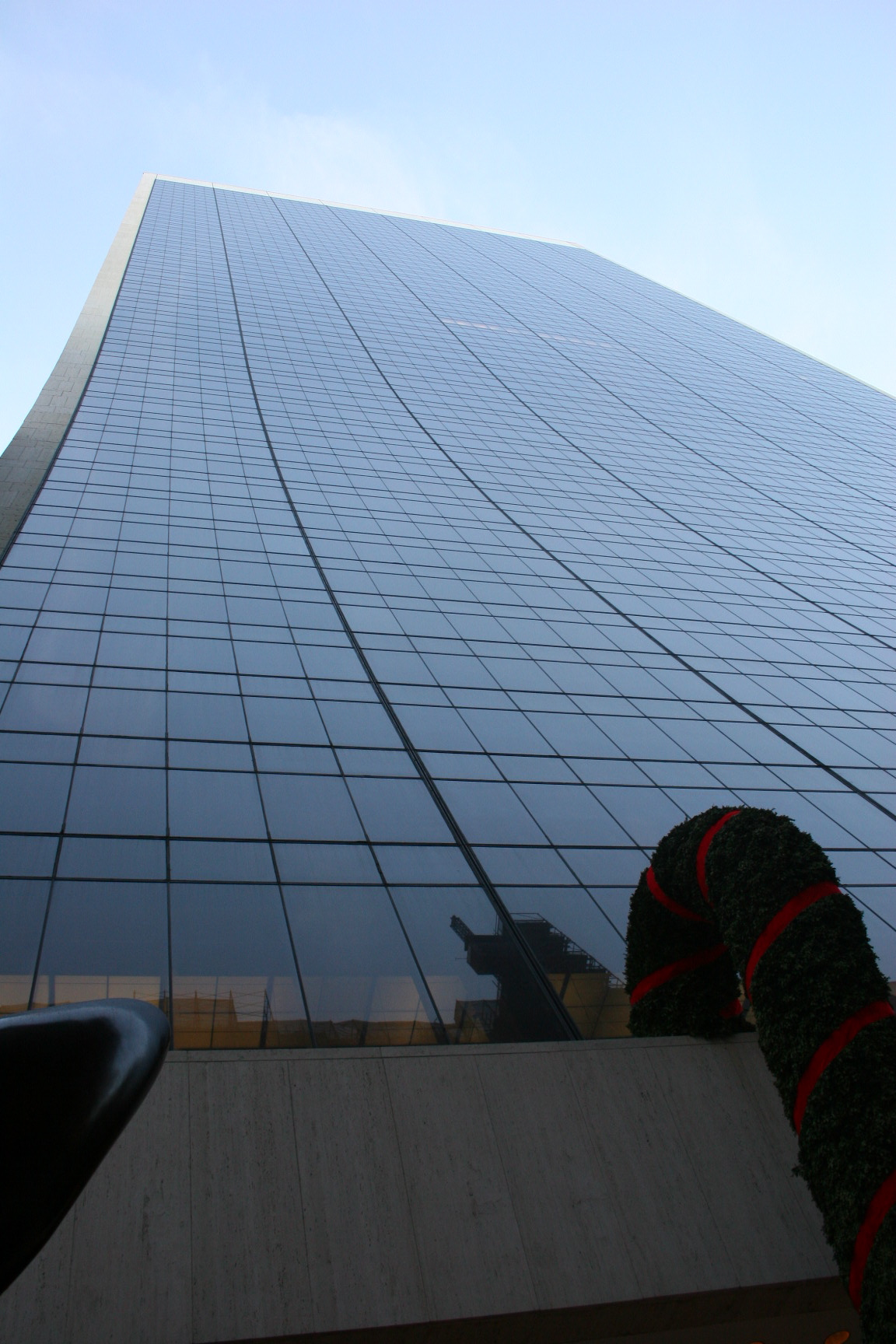
Solow Building

El Solow Building és un gratacel novaiorquès, situat a Manhattan, a l'oest de la cèlebre Cinquena Avinguda, entre els carrers 57 i 58.
Aquest edifici és sovint representat a les sèries americanes, per la seva arquitectura moderna, i la seva posició favorable que domina Central Park situat només alguns carrers més al nord. El Solow Building es troba igualment situat a prop del cèlebre Plaza Hotel, gran hotel de luxe novaiorquès.
En aquest gratacel s'hi troben nombroses empreses, de tendència majoritàriament econòmica, com el grup hereu de l'economista Robert Merton Solow, la Solow Building Company.
La façana d'aquest edifici ha aparegut a nombroses sèries de televisió, com Sex and the City (amb el restaurant 8½.) o també Friends (a la que el Solow Building és el lloc de treball de Chandler Bing, un dels herois de la sèrie).